# Stictoptera suffusa
Stictoptera suffusa là một loài bướm đêm trong họ Noctuidae.